# Орален иригатор
Оралният иригатор (наричан също зъбен душ или душ за зъби) е устройство за грижа за зъбите в домашни условия, което използва струйка вода с регулируемо налягане, предназначено за отстраняване на зъбната плака и остатъци от храна между зъбите и под линията на венците. Смята се, че редовната употреба на орален иригатор подобрява здравето на венците. Устройствата могат също така да осигурят по-лесно почистване на брекети и зъбни импланти. Необходими са обаче повече изследвания, за да се потвърди отстраняването на биофилм от плака и ефективността, когато се използва от пациенти със специални орални или системни здравни нужди.

## История
Първият орален иригатор е разработен през 50-те години на XX век от д-р Кларънс Матесън, който патентова изобретението през 1958 г. Изобретението на д-р Матесън е предназначено за почистване на зъбите и венците след хранене като алтернатива на използването на ръчни спринцовки. То се прикрепя директно към крана на мивката и разполага с механичен клапан за контрол на налягането на водата.

## Ефикасност
Оралните иригатори са обект на редица научни изследвания и са тествани за профилактика на пародонта, и от хора с гингивит, диабет, ортодонтски апарати и зъбни заместители като коронки и импланти.
Систематичен преглед от 2008 г. установява подобрение на състоянието на венците при иригация в сравнение с редовната орална хигиена, въпреки че не се наблюдава намаляване на плаката. Метаанализ от 2019 г. установява, че иригацията с водна струйка е по-ефективна за намаляване на кървенето на венците, отколкото почистването с конец.

## Начин на работа
Повечето орални иригатори използват струйка вода, за да отмият нежелания материал от междузъбните пространства. В сравнение с конците за зъби, оралните иригатори са идеални и за тесните и труднодостъпни зони на устната кухина.

## Техника на почистване
След като се напълни резервоарът с вода, дюзата се насочва близо до линията на венците под ъгъл от 90 градуса. След това устройството се стартирайте и се задава подходяща степен на налягане. Препоръчва се иригацията да започне от задните зъби, като бавно се следва линията на венците. Водната струйка трябва да бъде насочена между зъбните пространства, повърхностите над линията на венците, спирайки за момент върху зоната, която трябва да се почисти.